# اوشن ساید (کالیفرنیا)
اوشن ساید (به انگلیسی: Oceanside) شهری در شهرستان سن دیه‌گو، کالیفرنیا ایالت کالیفرنیا است که در سرشماری سال ۲۰۱۰ میلادی، ۱۶۷۰۸۶ نفر جمعیت داشته‌است.